# Condado de Isla
El condado de Isla es un título nobiliario napolitano, y posteriormente español, creado por el rey Felipe IV de Nápoles en 1703 a favor de Juan Manuel de Isla y Borja, presidente de la Real Chancillería de Valladolid y caballero de Santiago.

## Historia
Juan Manuel de Isla y Borja (bautizado en Urueña el 24 de enero de 1649 y sepultado allí el 8 de enero de 1711) fue regidor y alcalde de la Santa Hermandad y alcalde ordinario por el estado noble de su pueblo natal. Caballero de la Orden de Santiago en 1674. Había heredado el mayorazgo de su casa, de su tío Antonio de Isla y Mena, clérigo que llegó a ser obispo de Osma. Juez Mayor del Señorío de Vizcaya, y del Consejo de Su Majestad, Juan Manuel fue oidor, alcalde de hijosdalgos y finalmente presidente de la Real Chancillería de Valladolid. Fue patrono de la capilla de los Santos Mártires en su parroquia natal de Urueña. El rey Felipe V de España le hizo concesión del título el 17 de mayo de 1703, por real despacho, «con asignación al Reino de Nápoles y goce de estos honores en cualquier parte de sus dominios».
A su muerte en 1711, le sucedió su hijo Bernardo, regidor y alcalde por el estado noble de Urueña, habido de su matrimonio con Baltasara de Herrera y Lorenzana. El segundo conde había sido también admitido a la Orden de Santiago en el 1700. Por sus segundas nupcias con Ana Josefa Méndez Barrionuevo fue padre de Juan Manuel de Isla y Méndez, quien le sucedió en el título tras su muerte en 1762. Contrajo matrimonio con María de la Asunción Delgado Carrasco.
Manuel de Isla y Delgado, cuarto conde y caballero de la Orden de Montesa, letrado, nació Alaejos en 1745 y falleció en Madrid en 1807. Su hijo y heredero Miguel de Isla y Campomanes había muerto solo tres años antes, en 1804. Por tanto, sucedió a Manuel de Isla su nieto, hijo del mencionado y su mujer Marta de Miera y Arévalo, Vicente de Isla y Miera, fallecido poco después, alrededor de 1810. Fue sucedido por su tío Manuel Sabino de Isla y Campomanes, hermano menor de su padre, caballero de la Orden de Carlos III, quien murió soltero y sin descendencia en Urueña el 16 de febrero de 1847. Su sobrino, Manuel Delgado e Isla, no le sucedió en el título, falleciendo en 1865. Con su muerte se agotó la descendencia del tercer conde, pasando los derechos a la descendencia de una hermana de este último, Gertrudis de Isla y Méndez, representada en su momento por Luis Manuel de Perlines y Vadillo.

### Rehabilitación de 1922
En el reinado de Alfonso XIII, Teresa Cavero Sichar instó y consiguió la rehabilitación de los títulos de conde de Isla y barón de Ballesteros, para sus hijos José María y Alfonso, respectivamente.
El rehabilitante, José de Sancristóval y Cavero, coronel de caballería y maestrante de Zaragoza, alegó ser quinto nieto del primer conde a través de una nieta, Ramona de Isla y Linaje, bisabuela de su padre Manuel de Sancristóval y Díez. Tras su muerte en 1964, le sucedió en 1967 su hijo Manuel de Sancristóval y Murúa, presbítero. Tras una cesión en 1975, le sucedió su hermano el académico y crítico de arte Pedro Sancristóval Murua, fallecido en 2022. Este último había obtenido en 1983 la rehabilitación del marquesado del Risco. Su hijo José María de Sancristóval y Zurita solicitó la sucesión el título en octubre de 2023.
En 2015, una investigación determinó que la genealogía usada en la rehabilitación de 1922 era una falsificación, no siendo el rehabilitante descendiente del primer conde de Isla al ser falsa la filiación y matrimonio de los padres de su tatarabuela Ramona de Isla y Linaje.

## Titulares

### Condes de Isla (Isla, 1703)
- Juan Manuel de Isla y Borja, I conde de Isla (1649-1711).

- Bernardo Manuel de Isla y Herrera, II conde de Isla (1691-1762).

- Juan Manuel de Isla y Méndez, III conde de Isla (1726-1774).

- Luis Manuel de Isla y Delgado, IV conde de Isla (1745-1807).

- Miguel de Isla y Campomanes (1780-1804), falleció prematuramente.

- Vicente de Isla y Miera, V conde de Isla (1802-c. 1810).

- Manuel de Isla y Campomanes, VI conde de Isla (1784-1847).

### Condes de Isla (Sancristóval, 1922)
- José María de Sancristóval y Cavero, VII conde de Isla (1895-1964).

- Manuel de Sancristóval y Murúa, VIII conde de Isla (n. 1930).

- Pedro de Sancristóval y Murúa, IX conde de Isla (1932-2022). También II marqués del Risco.